# Tenguinka
Tenguinka (del ruso: Тенгинка) es un seló del raión de Tuapsé del krai de Krasnodar, en el sur de Rusia. Está situado en las estribaciones del Cáucaso Occidental, en la orilla izquierda del río Shapsujo, 34 km al noroeste de Tuapsé y 81 km al sur de Krasnodar, la capital del krai.  Tenía 2 260 habitantes en 2010. Cerca de la mitad de la población es de etnia armenia.
Es cabeza del municipio Tenguinskoye, al que pertenece asimismo Lérmontovo.

## Historia
El seló fue fundado en 1864 como Armiánskoye Shapsujo en una de las primeras inmigraciones de armenios hamshenis. En 1913 contaba con 434 habitantes. El 26 de abril de 1923 pertenecía al volost de Dzhubga del ókrug del Mar Negro del óblast de Kubán-Mar Negro. En 1925 contaba con 117 hogares y 640 habitantes. Entre el 21 de mayo de 1935 y el 16 de abril de 1940 formó parte del raión de Gelendzhik. En 1981 tenía 1 500 habitantes.

## Lugares de interés
En la localidad se halla la iglesia armenia Sviatogo Uspenia. En la parte superior de la localidad se hallan las ruinas de la antigua iglesia armenia.
Junto a la localidad se encuentran varias cascadas de interés turístico.

## Transporte
Al sur de la localidad pasa la carretera federal M27.